# البحرين في الألعاب الأولمبية الصيفية 1996
تنافست البحرين في دورة الألعاب الأولمبية الصيفية 1996 في أتلانتا بالولايات المتحدة الأمريكية.